# Queen City (Missouri)
Queen City – miasto w Stanach Zjednoczonych, w stanie Missouri, w hrabstwie Schuyler.